# Carl Flesch

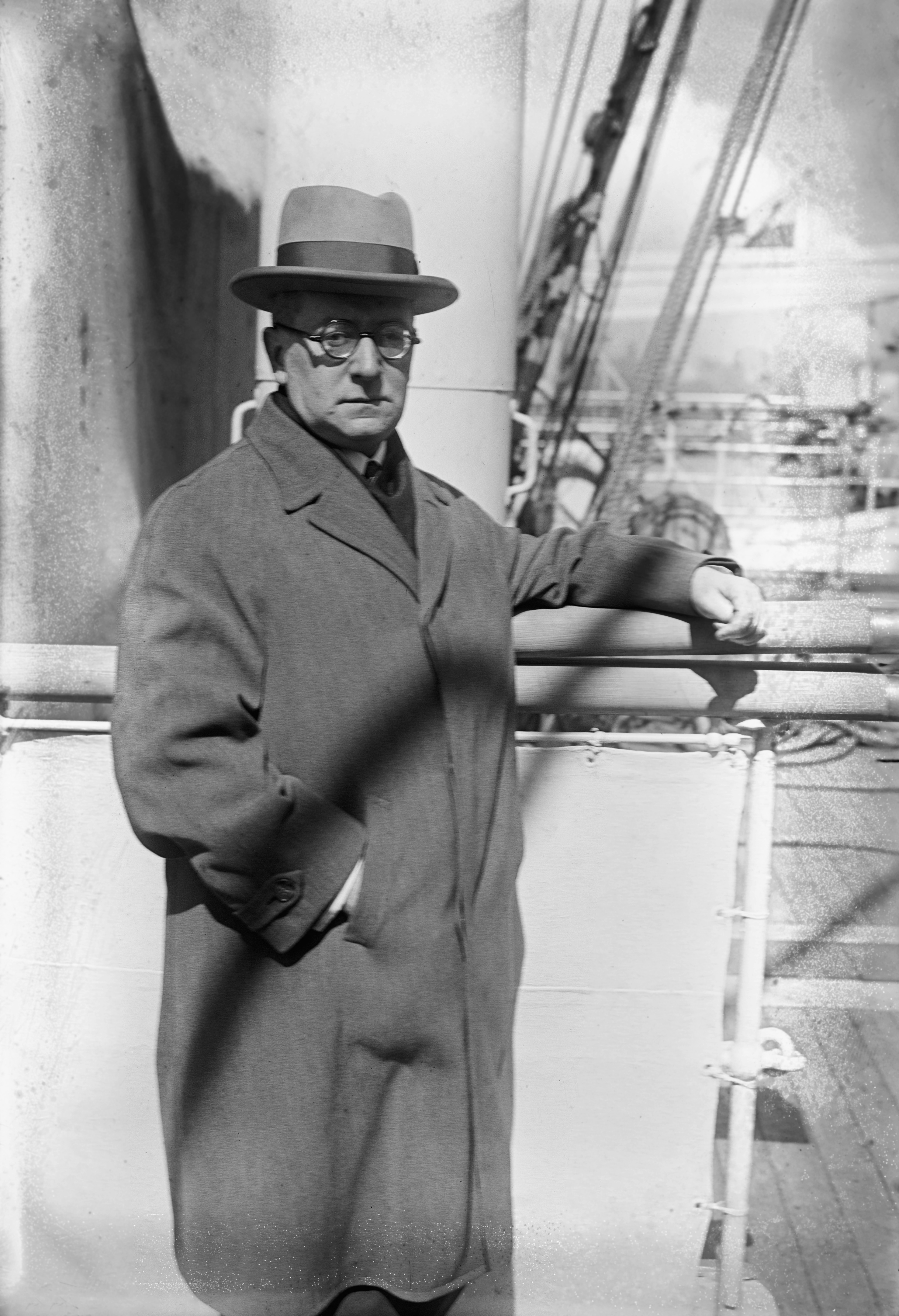
Carl Flesch

Carl Flesch, född 9 oktober 1873 i Mosonmagyaróvár i Ungern, död 14 november 1944 i Luzern i Schweiz, var en ungersk-tysk violinist och pedagog.
Flesch föddes i Moson i Ungern och studerade vid konservatorierna i Wien och Paris. Han slog sig ner i Berlin, där han gjorde sig känd dels som konsertviolinist med bred repertoar, dels som kammarmusiker och violinpedagog. Flera av Fleschs elever blev senare framstående violinister, som Henryk Szeryng,  Ivry Gitlis och Ida Haendel.
Flesch skrev ett stort antal läroböcker om violinspel. Hans omfattande bok med skalövningar för klassiska violinister, Das Skalensystem, tillhör fortfarande standardverken inom den moderna violinundervisningen. Han var ett tag ägare till "Brancaccio"-stradivariusen, men tvingades sälja den 1928 efter att ha spekulerat bort alla sina pengar på New York-börsen. Han dog i Luzern i Schweiz.